# Мотузова, Галина Васильевна
Галина Васильевна Мотузова (род. 15 марта 1940, Курск — 30 октября 2020) — советский и российский почвовед, специалист по химии и экологическому мониторингу почв, доктор биологических наук (1992), профессор МГУ.

## Биография
Родилась 15 марта 1940 года в Курске. В 1962 году окончила МГУ. В 1973 году под руководством Николая Георгиевича Зырина защитила диссертацию на соискание степени кандидата биологических наук по теме «Формы соединений микроэлементов (B, Mn, Cu, Zn) в почвах Западной Грузии». В 1992 году защитила диссертацию на соискание степени доктора биологических наук по теме «Системно-экологический анализ соединений микроэлементов в почвах» и в этом же году присвоено звание старшего научного сотрудника. В 2002 году присвоено учёное звание профессора.
Умерла 30 октября 2020 года.

## Научная деятельность
Выявила закономерности распределения различных химических соединений в почвах разных природных зон. Предложила концепцию о системной организации химического состава почв. Внесла вклад в понимание в функционировании буферной системы в почвах. Разработала теоретические основы и практические рекомендации для организации химического мониторинга. Предложила программу биосферного мониторинга почв. Принимала участие в разработке ГОСТов. С 1986 года является секретарем диссертационного совета по почвоведению МГУ, с 1993 года — членом диссертационного совета по биогеохимии при МГУ и входит в состав редколлегии журнала «Вестник Московского университета. Серия „Почвоведение“». Под её руководством защищены 10 кандидатских диссертаций.

## Награды
В 1990 году награждена медалью «Ветеран труда», а в 1997 году медалью «В память 850-летия Москвы».

## Публикации
Опубликовала более 250 научных работ, в том числе.
- Мотузова Г.В., Карпова Е.А., Малинина М.С., Чичева Т.Б. Почвенно-химический мониторинг фоновых территорий. Учебное пособие. — М.: Издательство Московского Университета, 1989. — 90 с.
- Мотузова Г. В. Загрязнение почв и сопредельных сред. — М.: Издательство Московского Университета, 2000. — 71 с. — ISBN 5-211-03944-0.
- Мотузова Г. В., Карпова Е. А. Химическое загрязнение биосферы и его экологические последствия. Учебник. — М.: Издательство Московского Университета, 2013. — 303 с. — ISBN 978-5-211-05565-0.
- Мотузова Г. В., Безуглова О. С. Экологический мониторинг почв. — М.: Академический Проект; Гаудеамус, 2007. — 237 с. — ISBN 978-5-8291-0913-4. — ISBN 978-5-98426-061-9.
- Barsova N., Yakimenko O., Tolpeshta I., Motuzova G. Current state and dynamics of heavy metal soil pollution in Russian Federation—A review (англ.) // Environmental Pollution. — 2019. — Vol. 249. — P. 200—207. — ISSN 0269-7491. — doi:10.1016/j.envpol.2019.03.020.
- Motuzova G.V., Minkina T.M., Karpova E.A., Barsova N.U., Mandzhieva S.S. Soil contamination with heavy metals as a potential and real risk to the environment (англ.) // Journal of Geochemical Exploration. — 2014. — Vol. 144. — P. 241—246. — ISSN 0375-6742. — doi:10.1016/j.gexplo.2014.01.026.